# Вибер, Жан Жорж
Жан Жорж Вибер (фр. Jehan Georges Vibert; 30 сентября 1840[…], Париж — 26 июля 1902, IX округ Парижа) — французский художник-академист, акварелист и драматург; один из первых членов Общества французских акварелистов.

## Биография

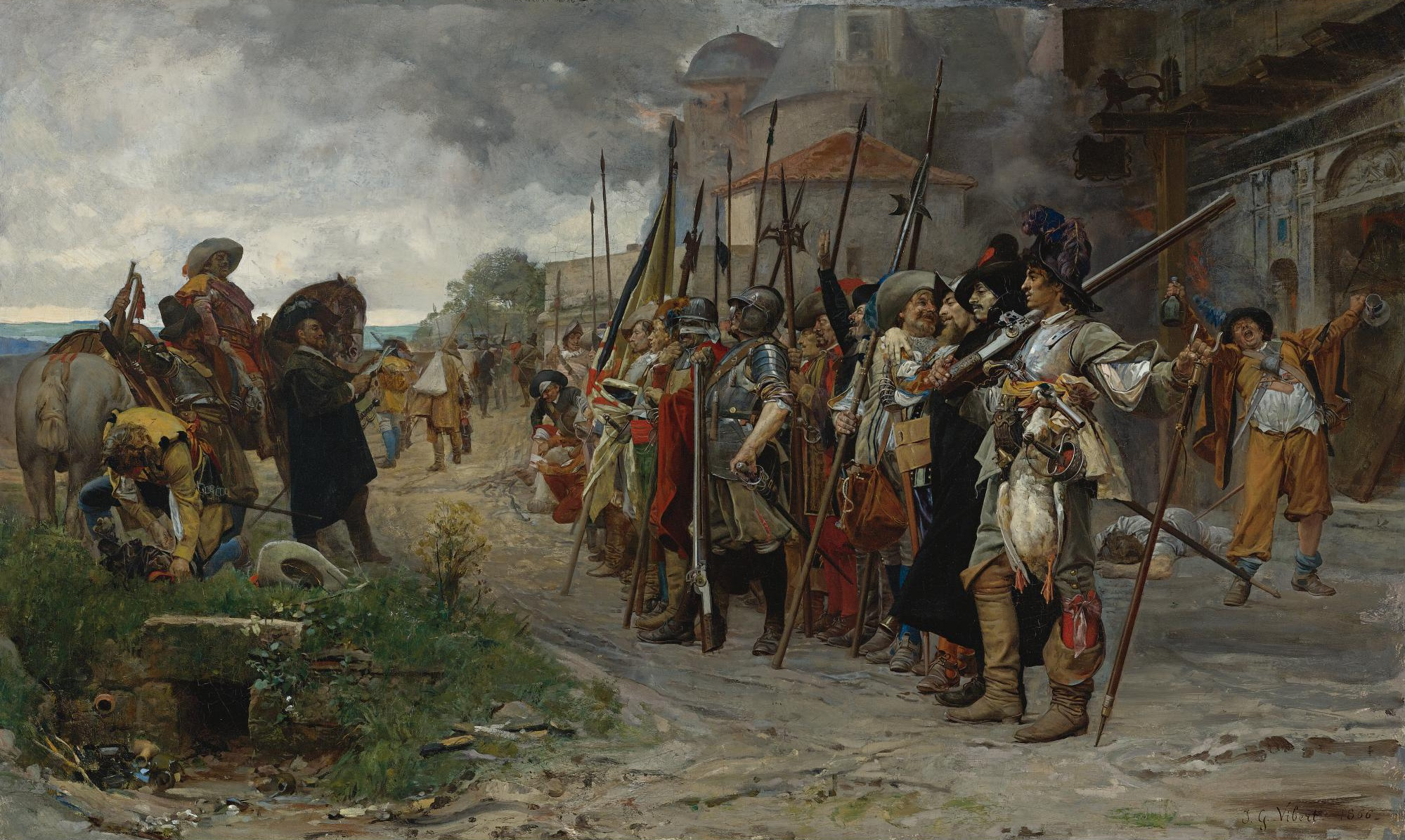
«Перекличка после разбоя» (1866)

Начальное художественное образование получил у своего деда по материнской линии, бывшего гравёром. Затем работал подмастерьем у Феликса-Жозефа Барриа, а в 1857 году поступил в Национальную высшую школу изящных искусств. Параллельно с учёбой на протяжении шести лет работал в мастерской Франсуа Пико.

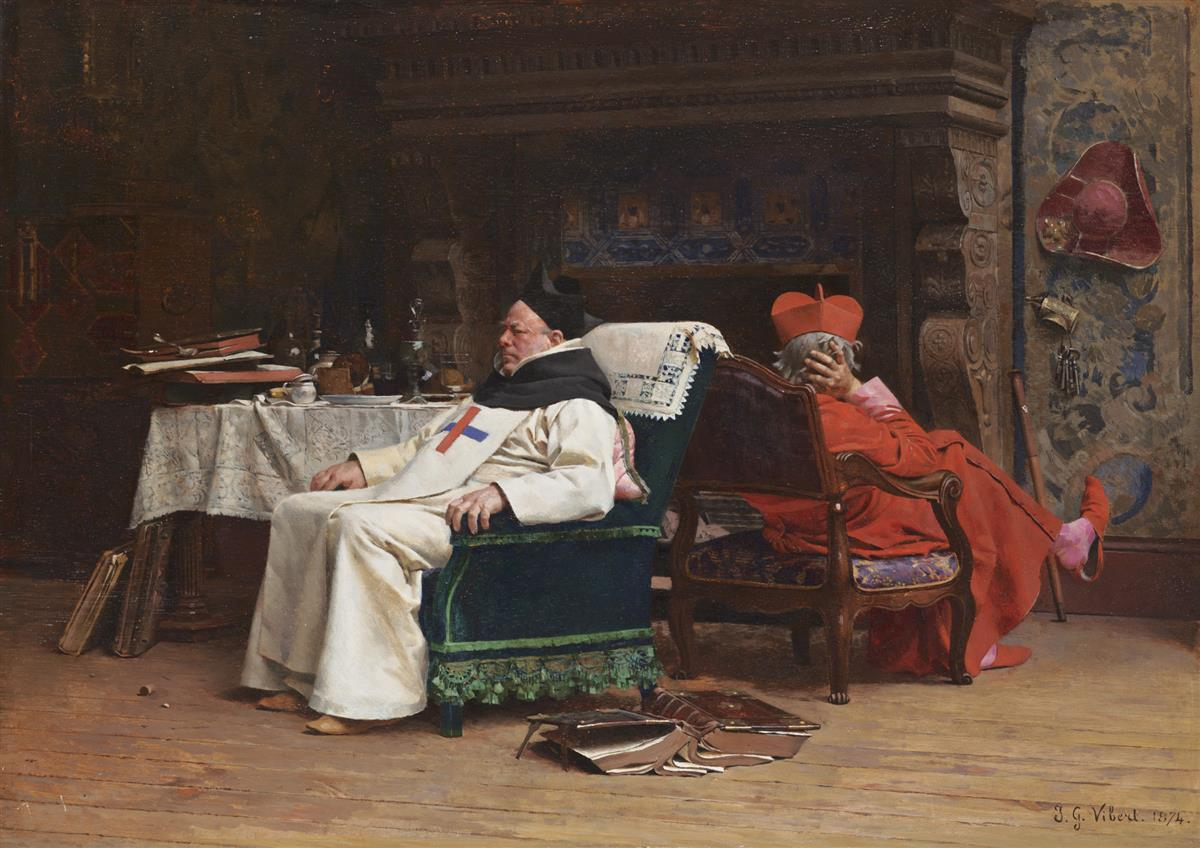
«Раскол» (1874)

С 1863 года выставлял свои работы в Парижском салоне, однако признание получил лишь спустя год после первой попытки. Получал медали Салона в 1864 и 1867 годах, также выиграл третью премию на Всемирной выставке 1878 года.
Путешествовал по Испании; воевал на фронте во время Франко-прусской войны, был ранен в октябре 1870 года в битве при Мальмезоне, за что был награждён Орденом Почётного Легиона, а в 1882 году получил офицерское звание. Свои работы в Салоне выставлял до 1899 года; скоропостижно скончался от болезни сердца, похоронен на кладбище Пер-Лашез.

## Творчество

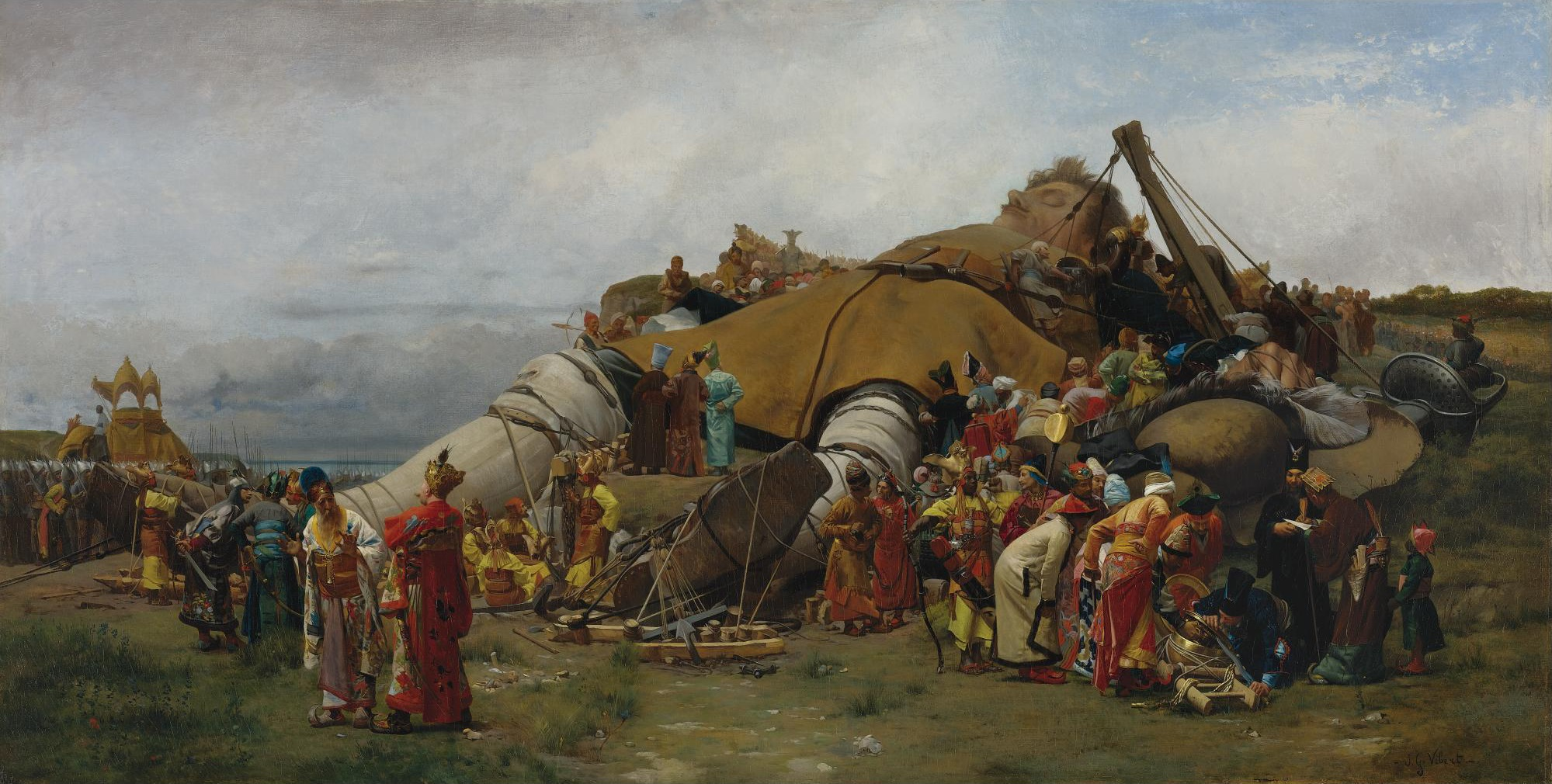
«Гулливер и лилипуты»

Писал в основном акварели; первоначально создавал полотна на серьёзные мифологические и религиозные сюжеты с большим количеством нагих персонажей («Нарцисс», «Дафнис и Хлоя»), однако затем обратился к тематикам повседневности и сатиры; большой известностью и популярностью пользовались его жанровые картины с анекдотическим и ироничным подтекстом, часто изображающие человеческие пороки и слабости («Отъезд новобрачных», «Стрекоза и муравей», «Серенада»). «Шах!» («Check!», или «Check — Napoleon and the Cardinal») — наиболее известная подобная картина Жана Жоржа Вибера на сюжет эпизода из жизни Наполеона I Бонапарта.
В последние годы жизни написал несколько картин, высмеивающих роскошную жизнь высшего духовенства.
Одной из самых известных его работ стала «Апофеоз и похороны Тьера» — большая аллегорическая картина, впервые выставленная в Парижском салоне в 1878 году и затем помещённая в собрание Люксембургского музея. Им также написаны четыре пьесы для театра.

## Галерея

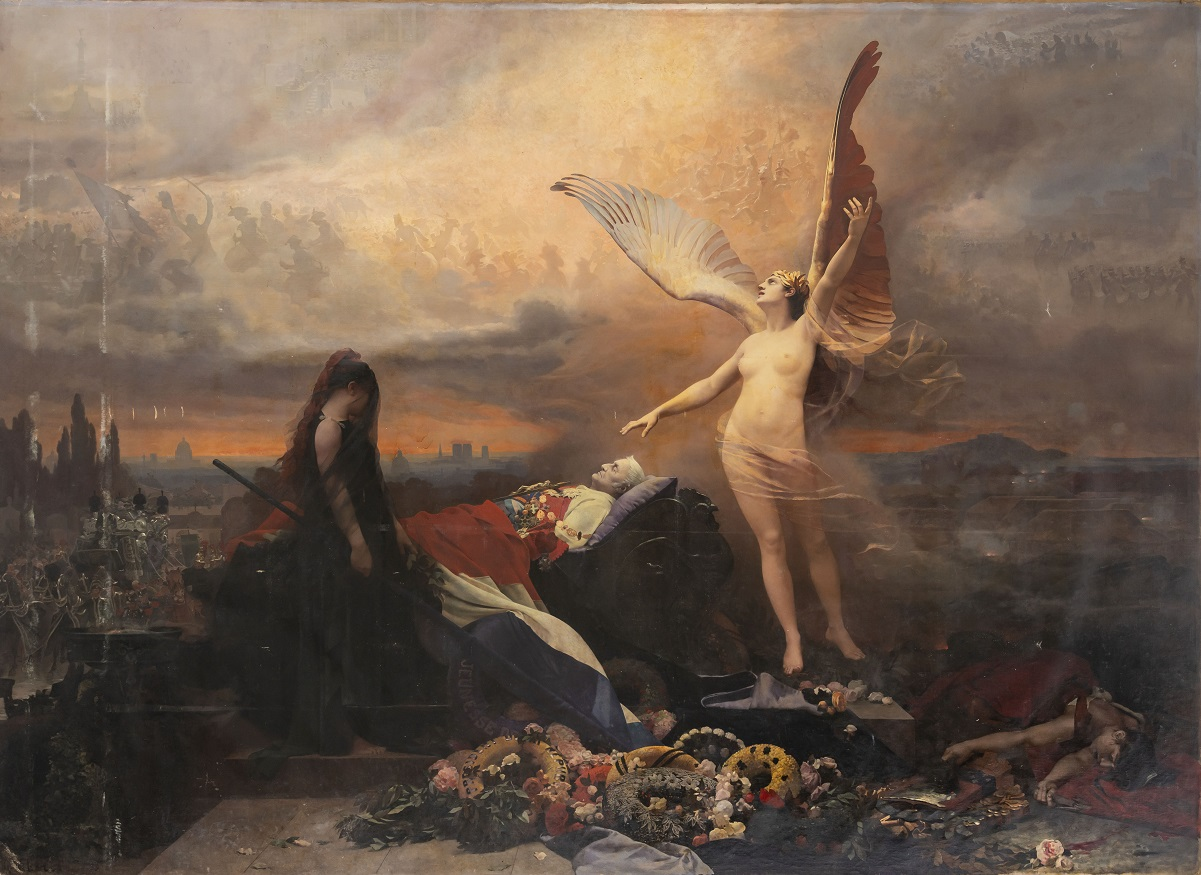
Апофеоз Тьера
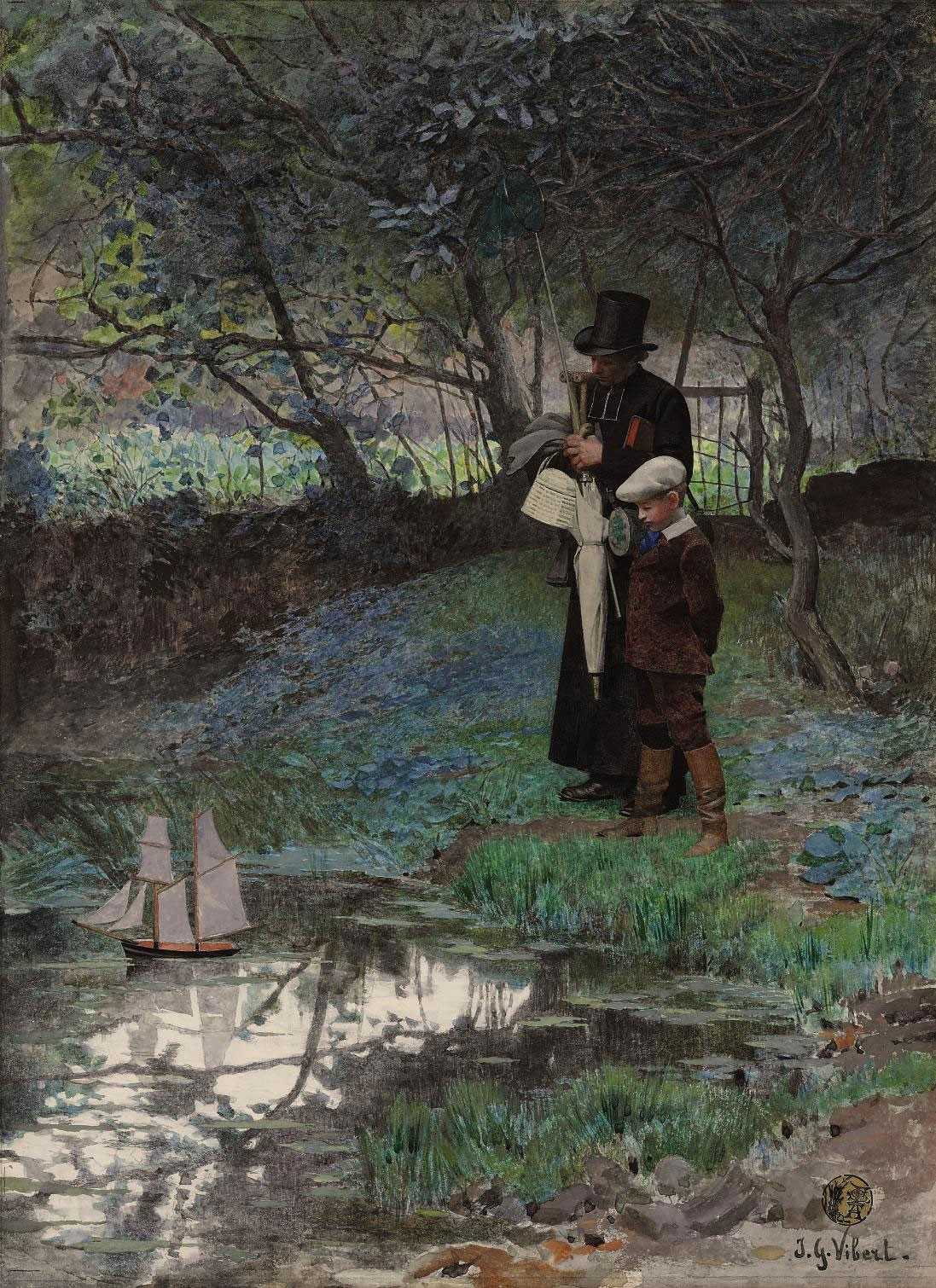
Игрушечный кораблик
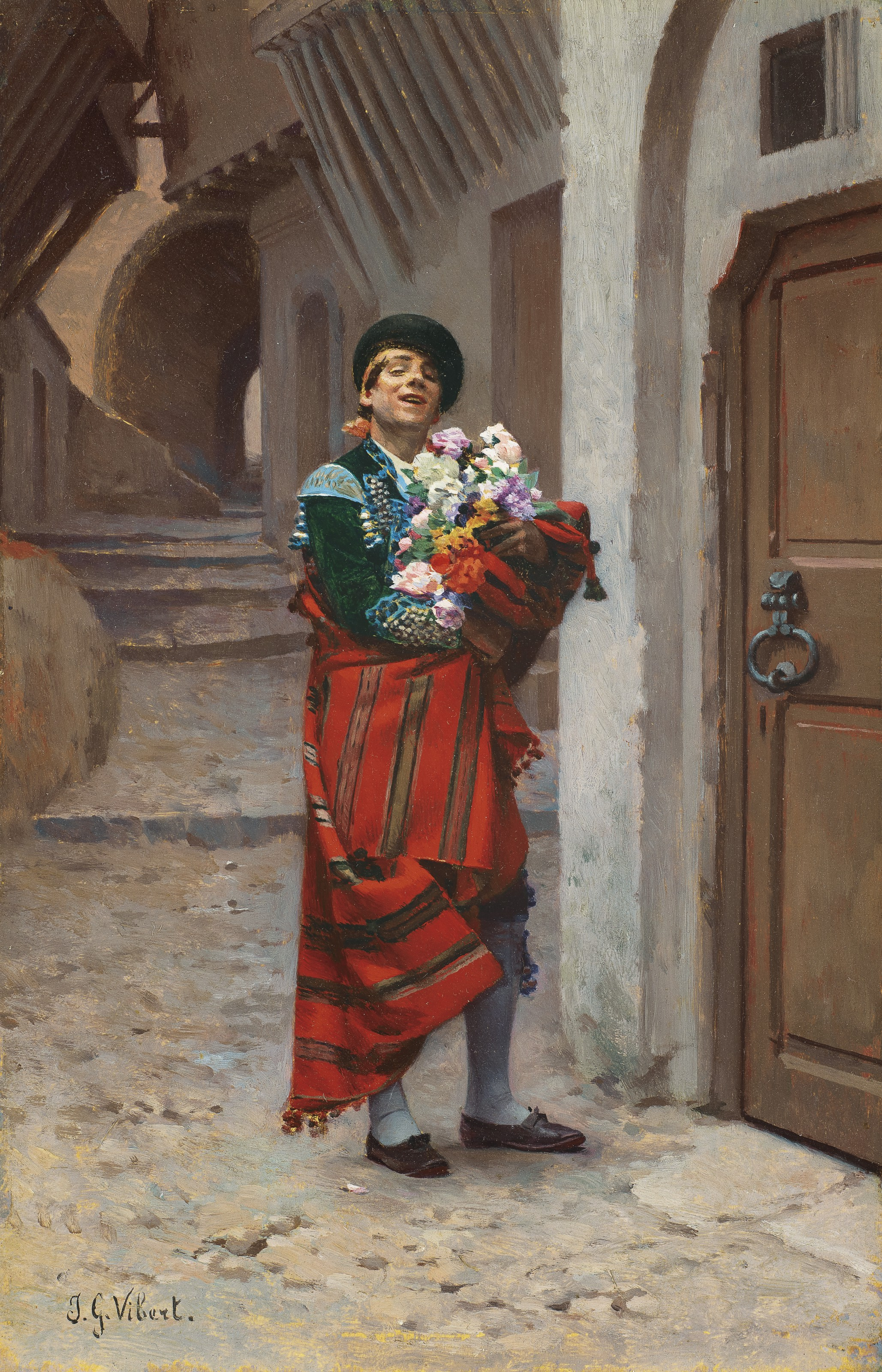
Тореадор с букетом
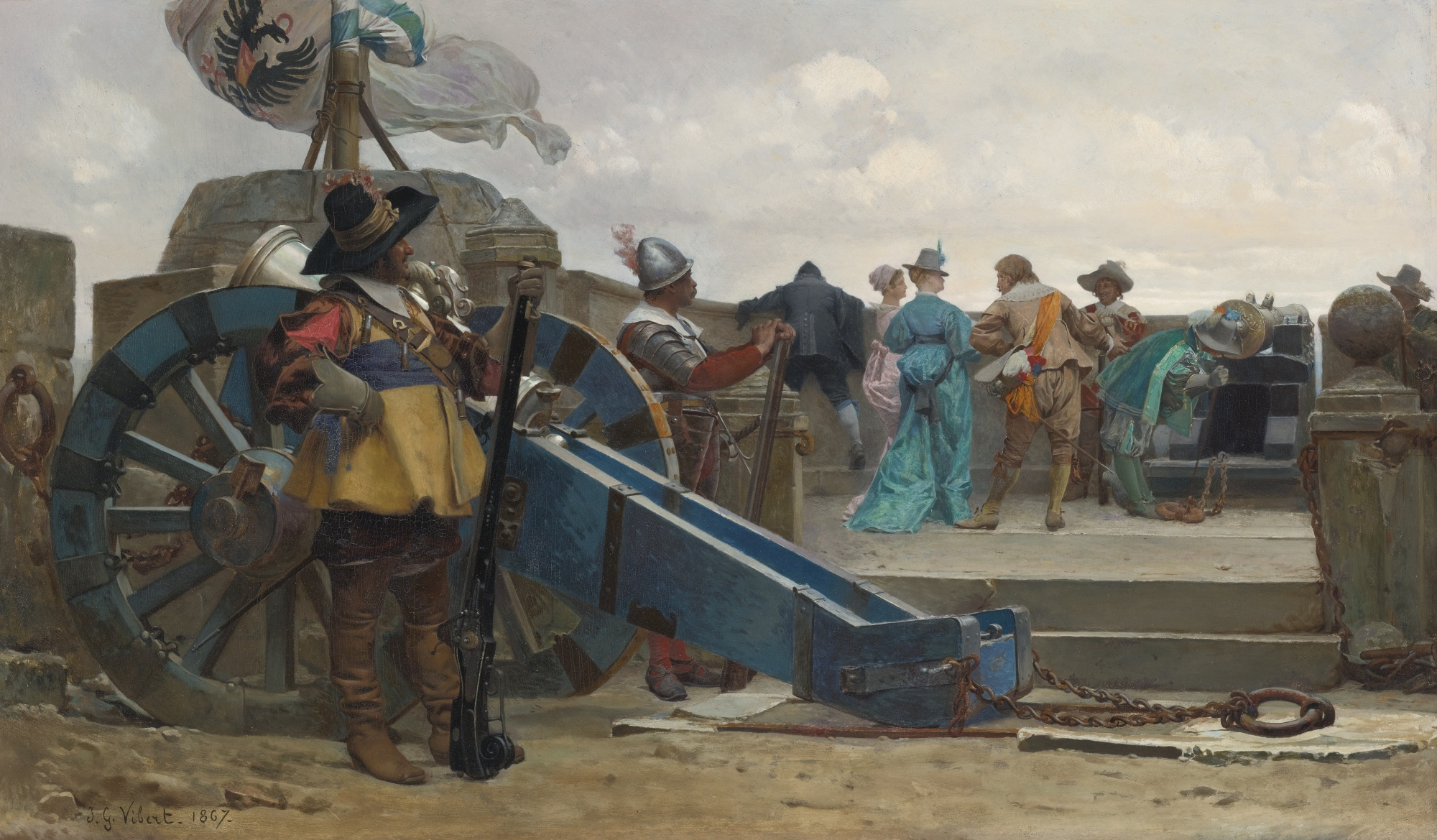
На крепостной стене
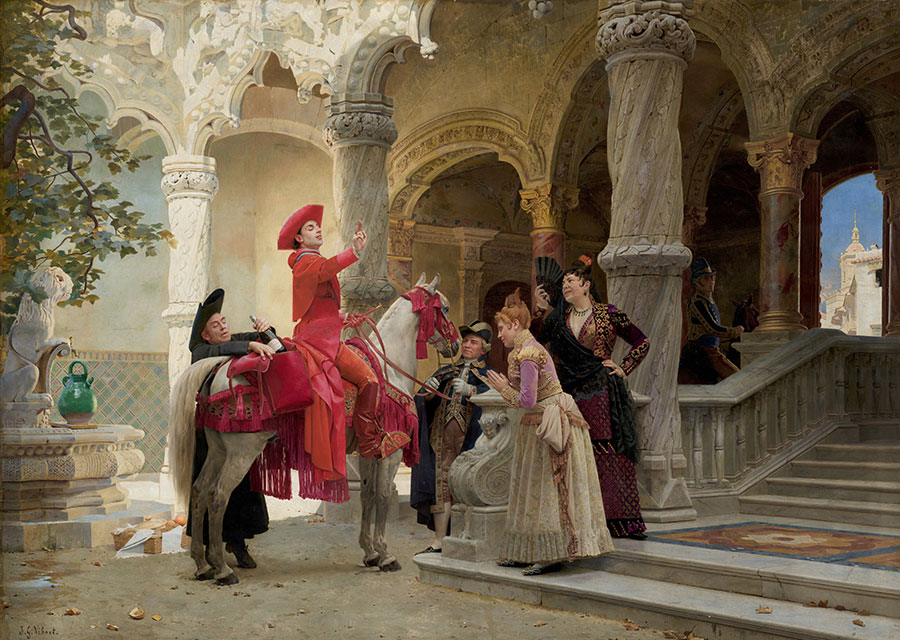
Благословение кардинала
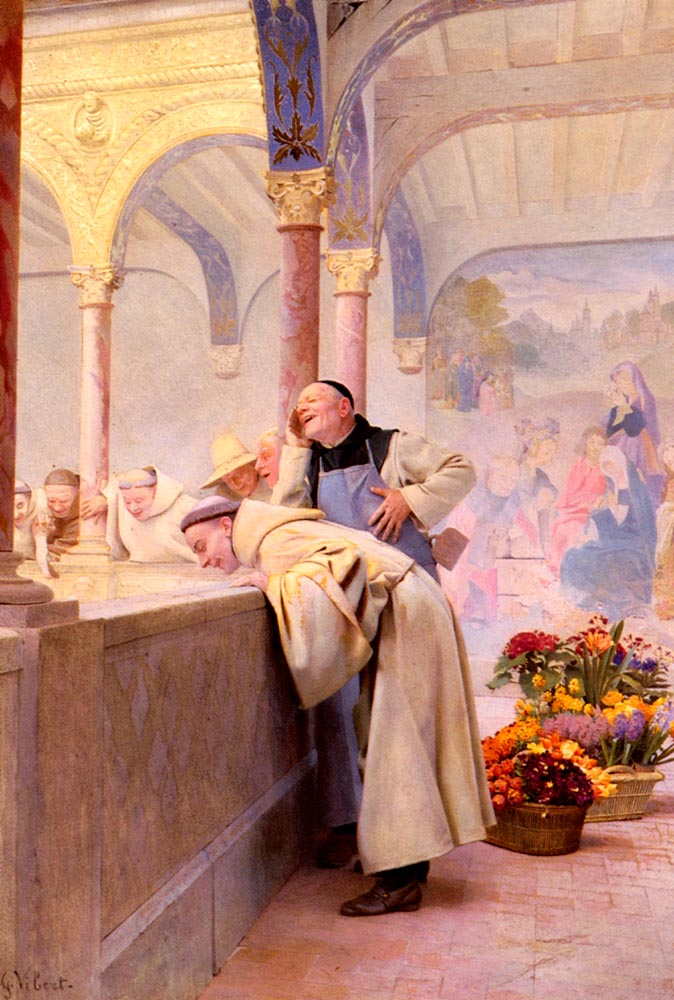
Скандал («Наблюдатели»)
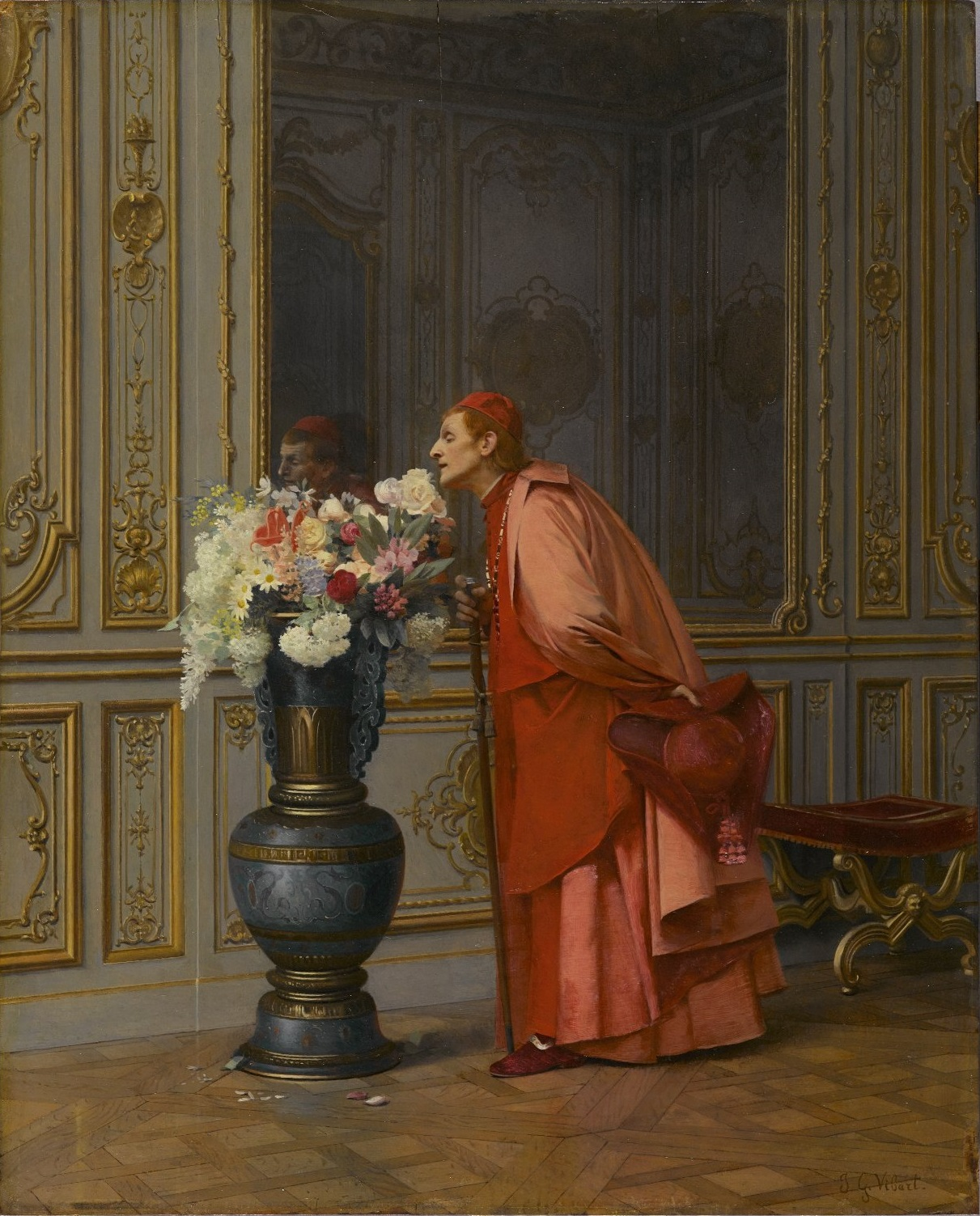
Трудный выбор
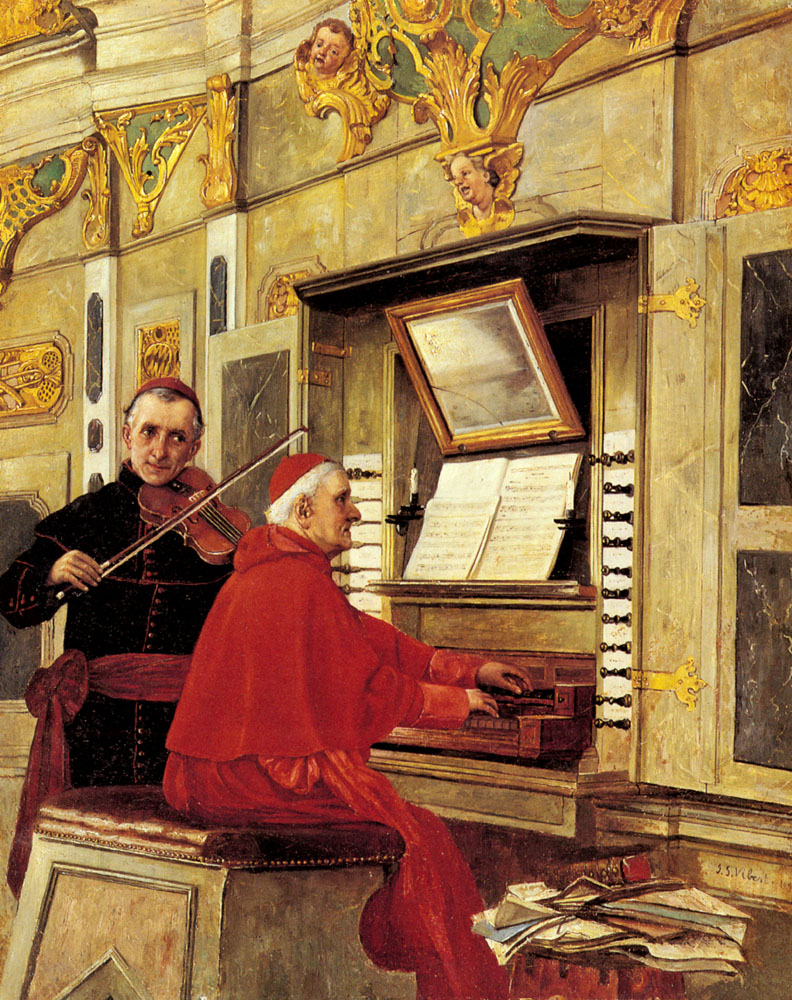
Дуэт
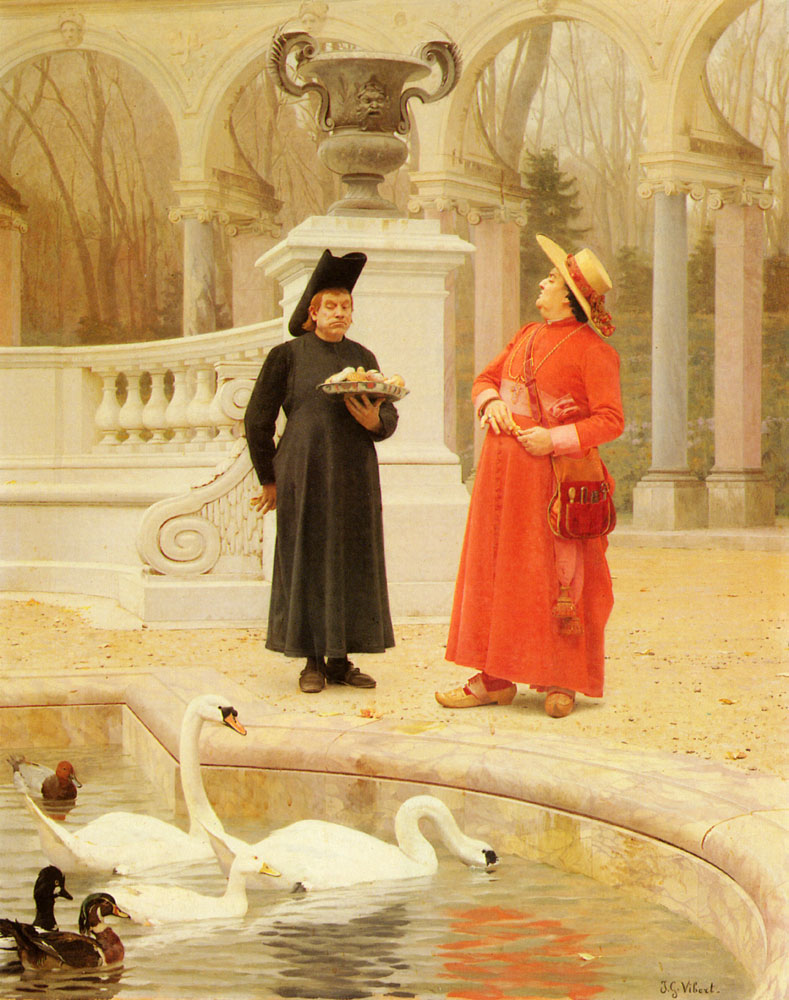
Блюдо с пирожными
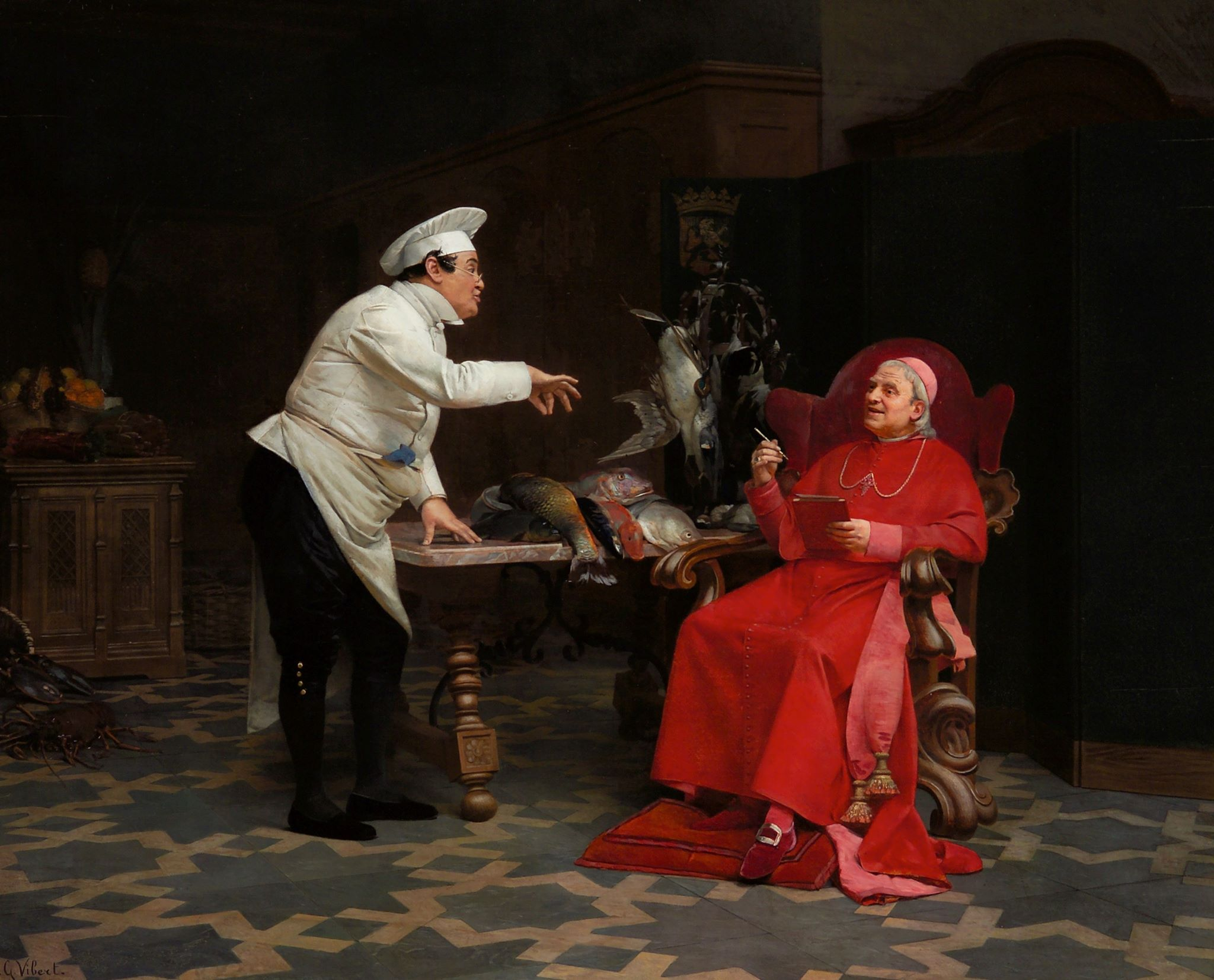
Меню для кардинала
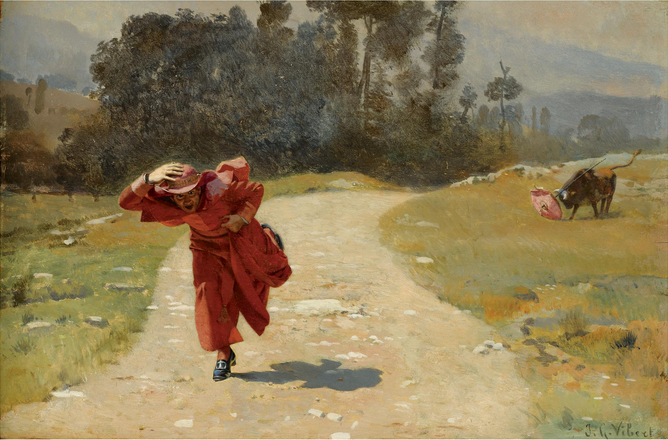
Потерянный зонтик
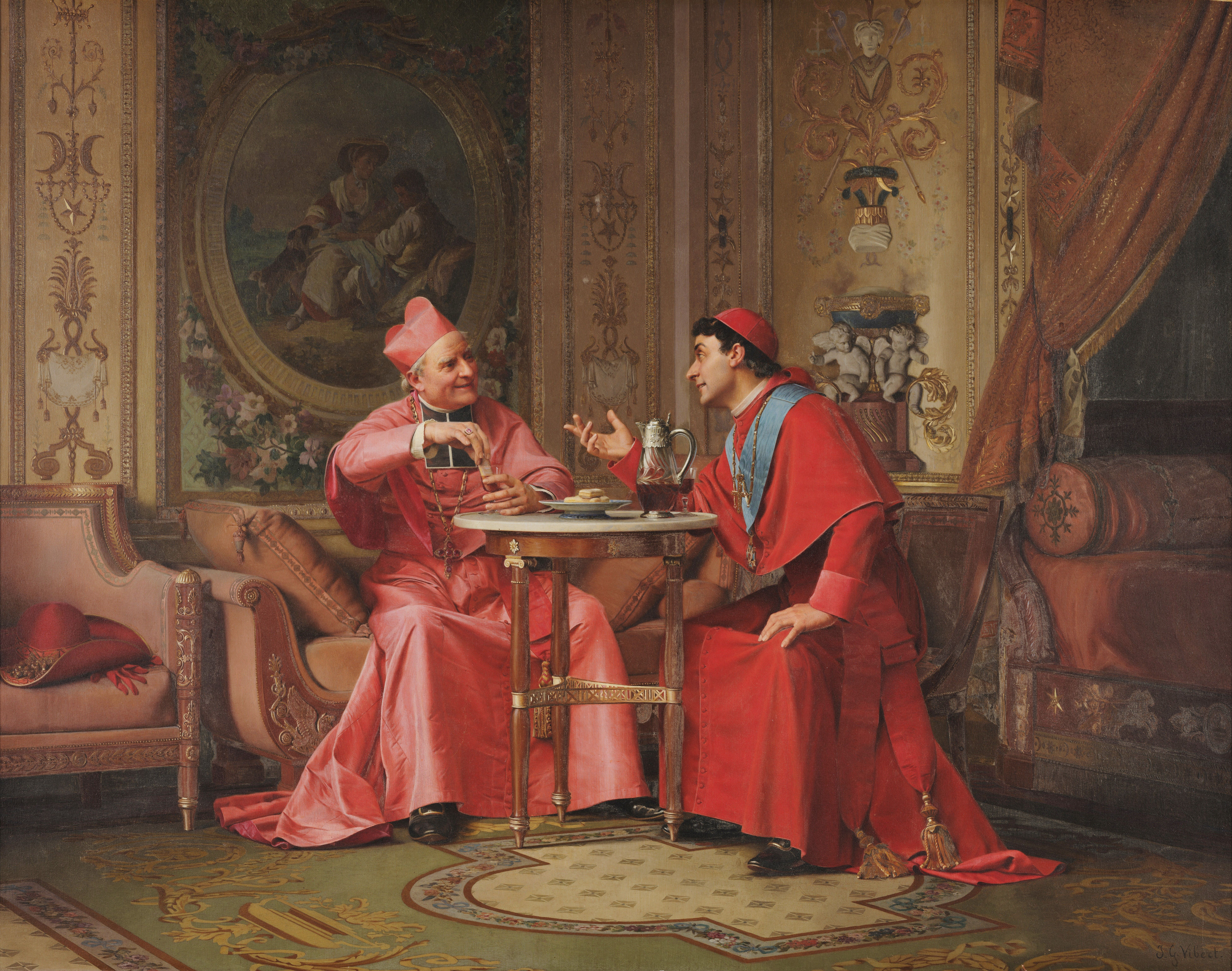
Дружеская беседа
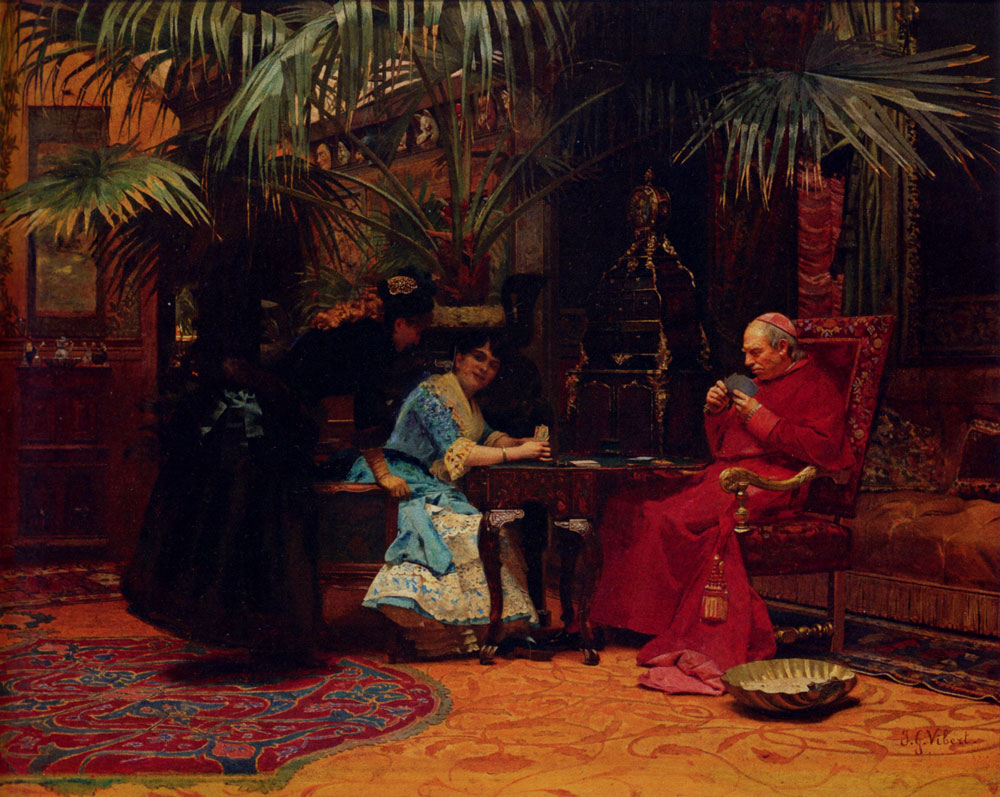
Церковь в опасности
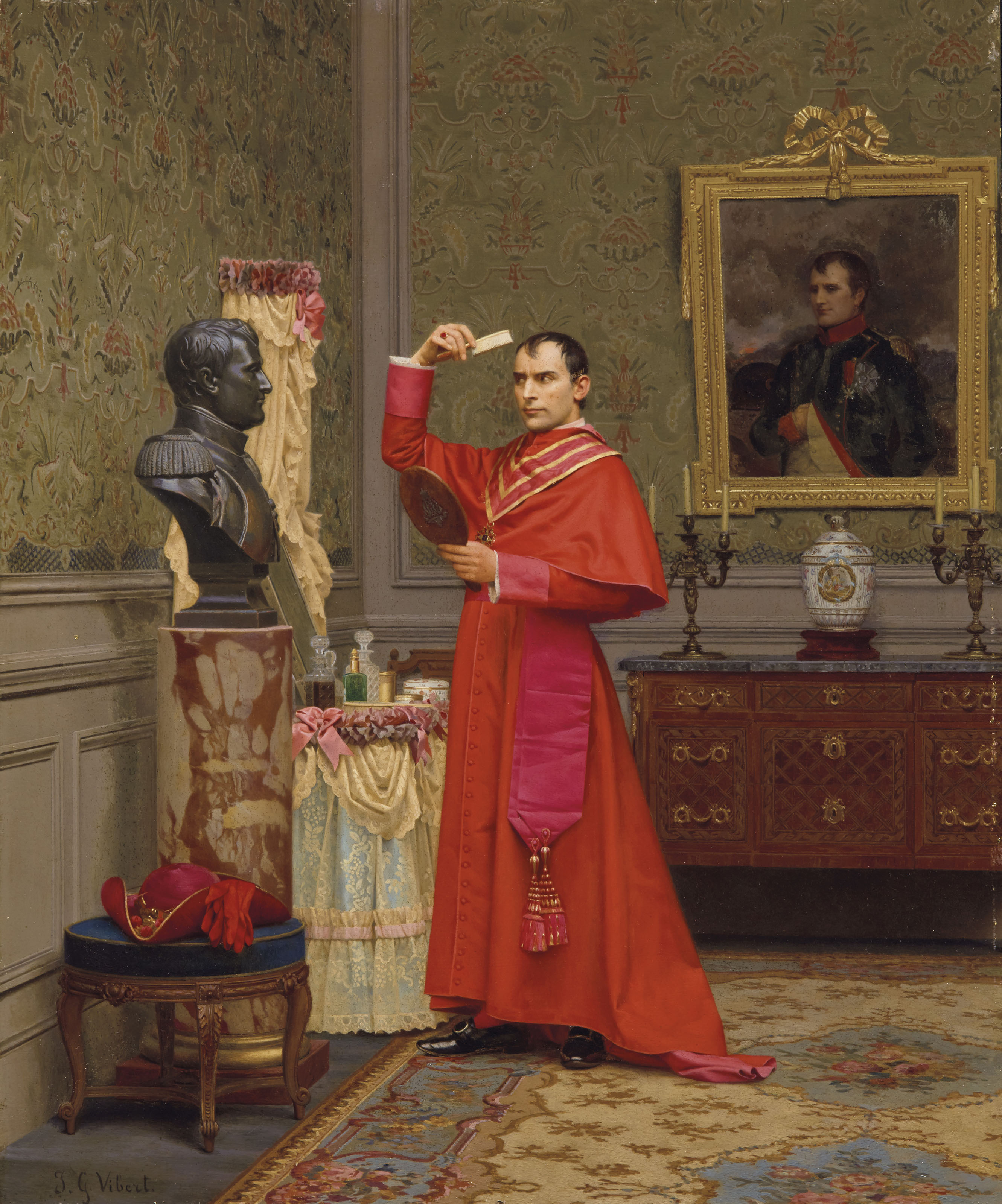
Подражатель
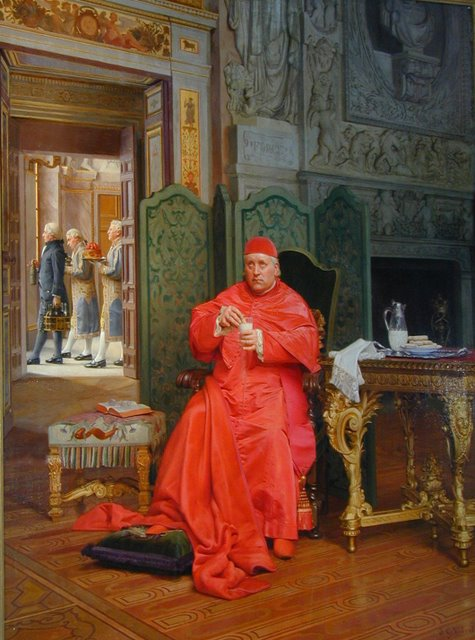
На диете
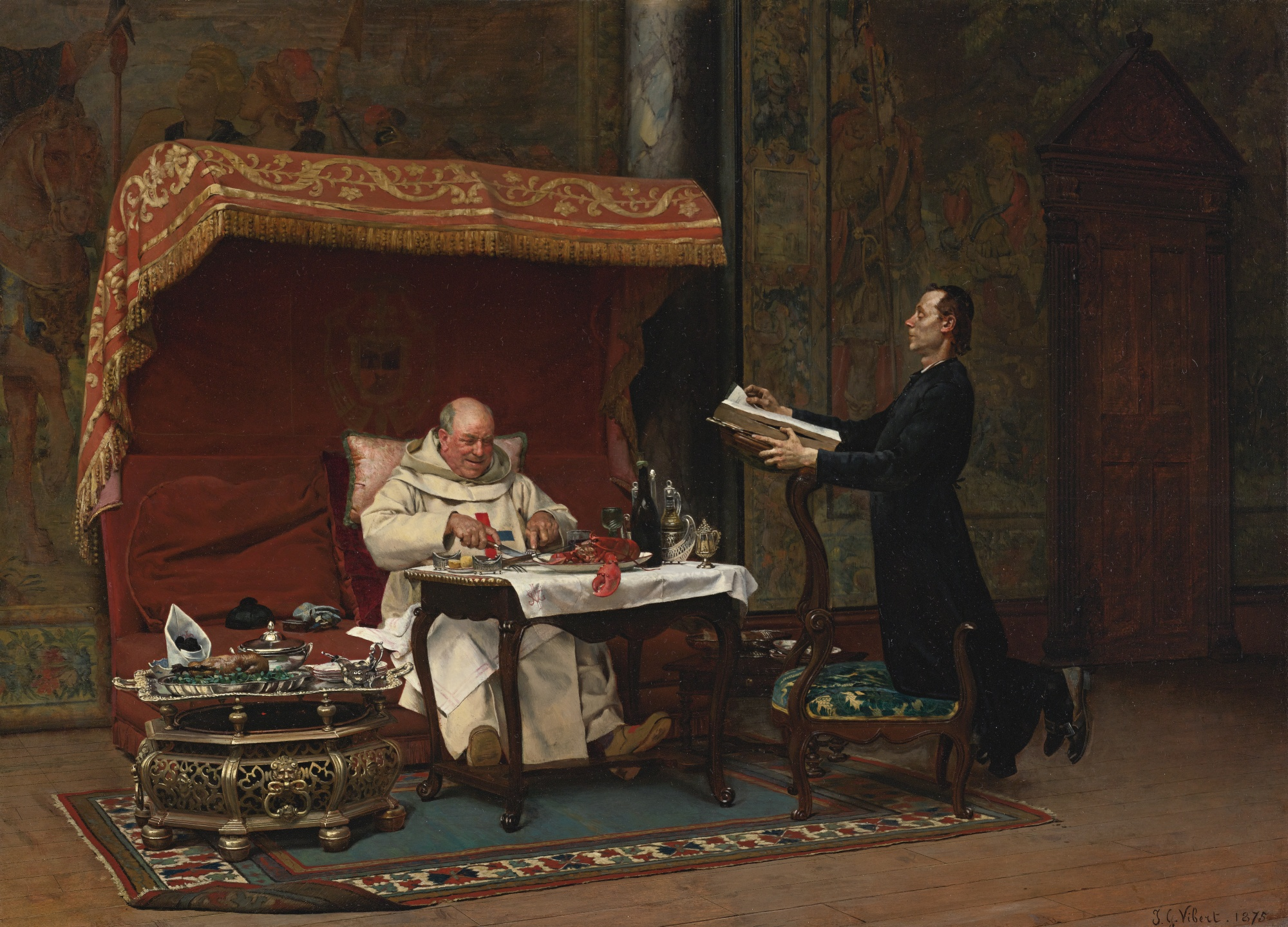
Обед каноника
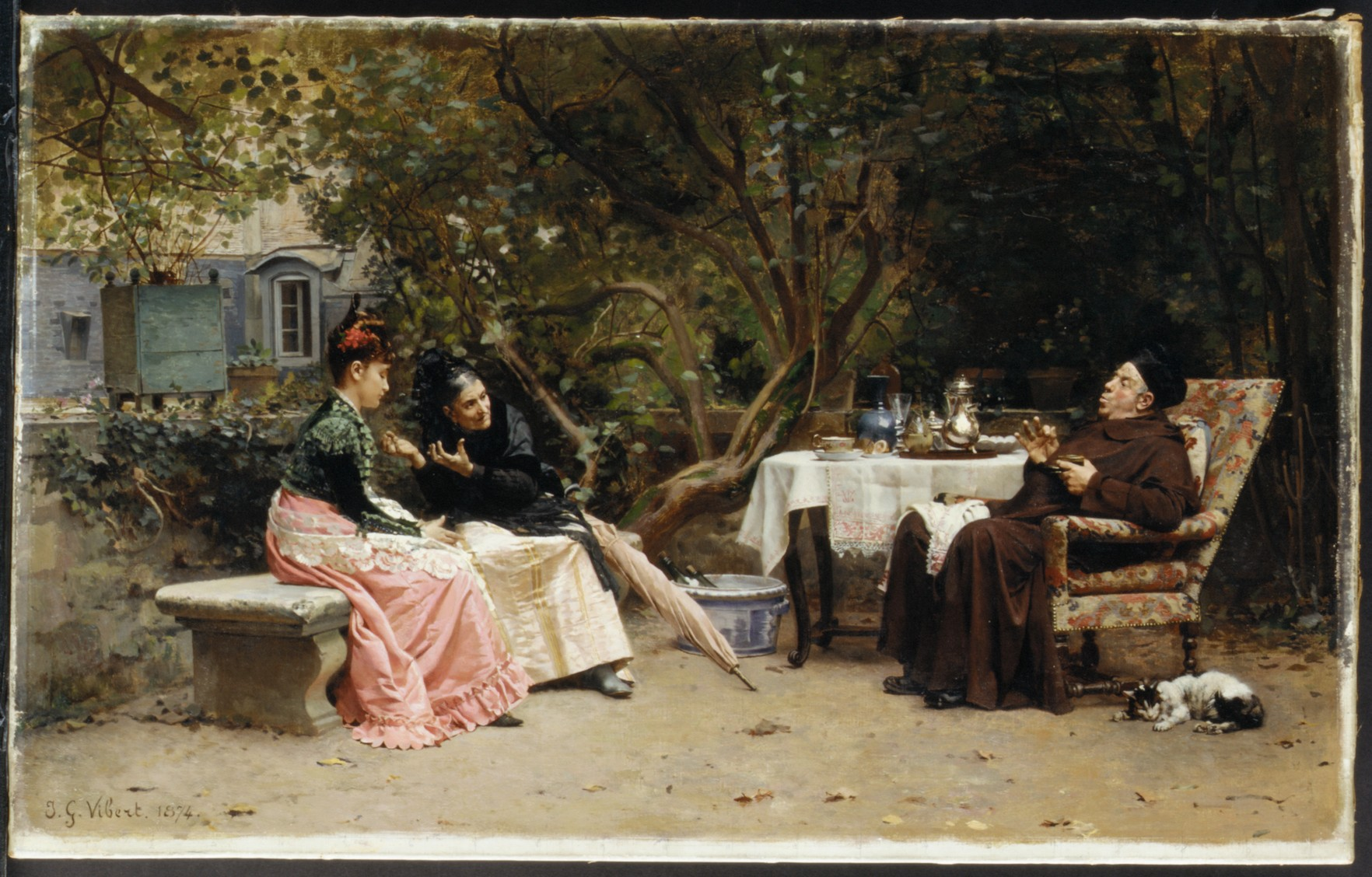
Увещевание
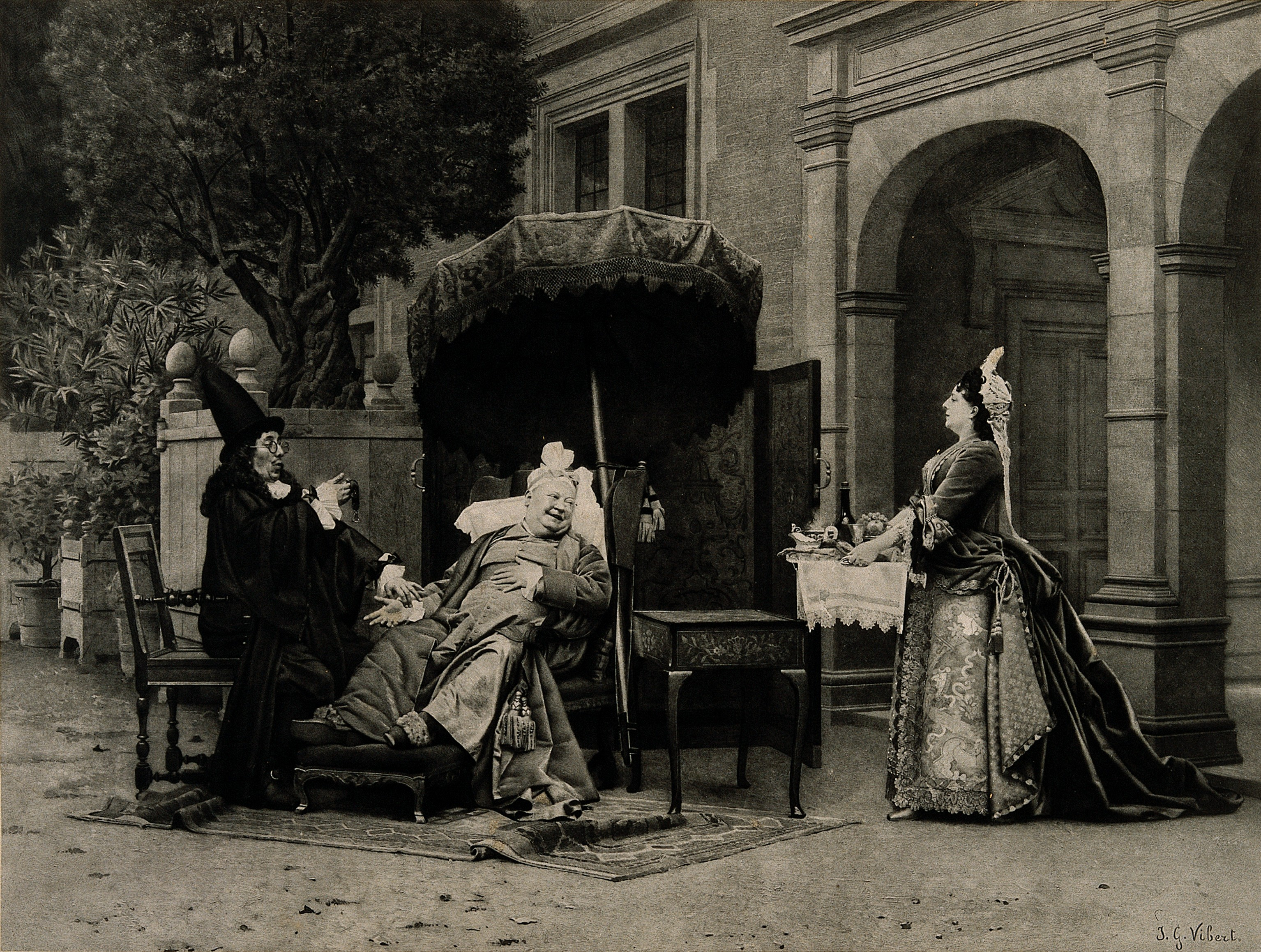
Врач и кухарка
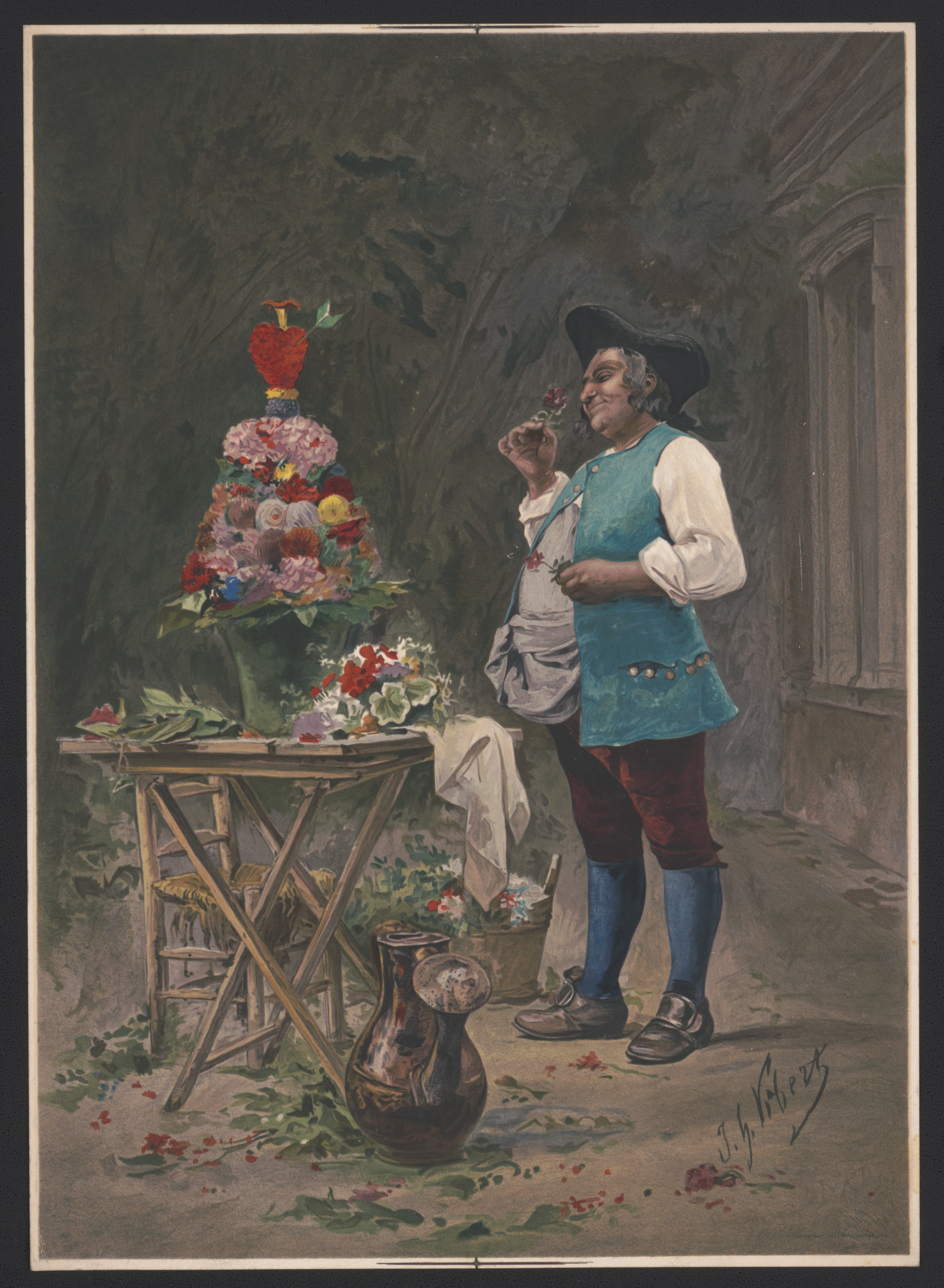
Довольный садовник
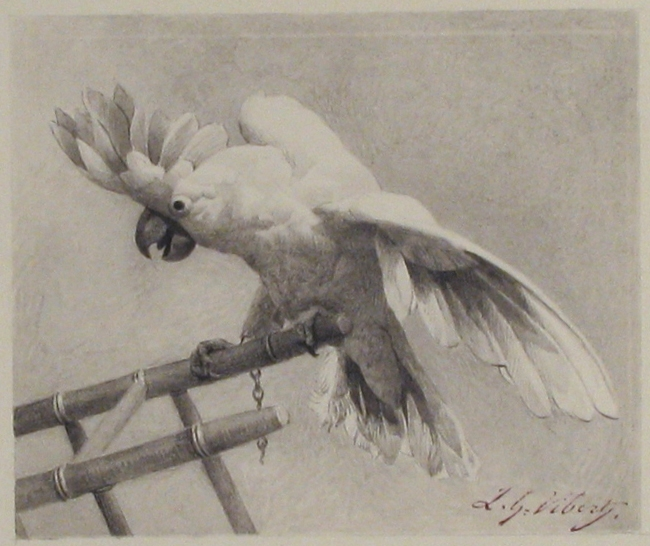
Разгневанный какаду